# Кађи (Верчели)
Кађи је насеље у Италији у округу Верчели, региону Пијемонт.
Према процени из 2011. у насељу је живело 49 становника. Насеље се налази на надморској висини од 387 м.